# 1862 en architecture
| Années de l'architecture : 1859 - 1860 - 1861 - 1862 - 1863 - 1864 - 1865    |
| Décennies de l'architecture : 1830 - 1840 - 1850 - 1860 - 1870 - 1880 - 1890 |

Cet article présente les faits marquants de l'année 1862 en architecture.

## Réalisations
- L'Albert Memorial de Londres, dessiné par George Gilbert Scott est terminé.
- Ouverture du pont de Westminster à Londres.
- Ouverture du Victoria Skating Rink à Montréal, qui est la première patinoire intérieure au monde.
- Synagogue de Varaždin en Croatie.
- Phare de l'Île-du-Pot-à-l'Eau-de-Vie, au Québec sur le Saint-Laurent.

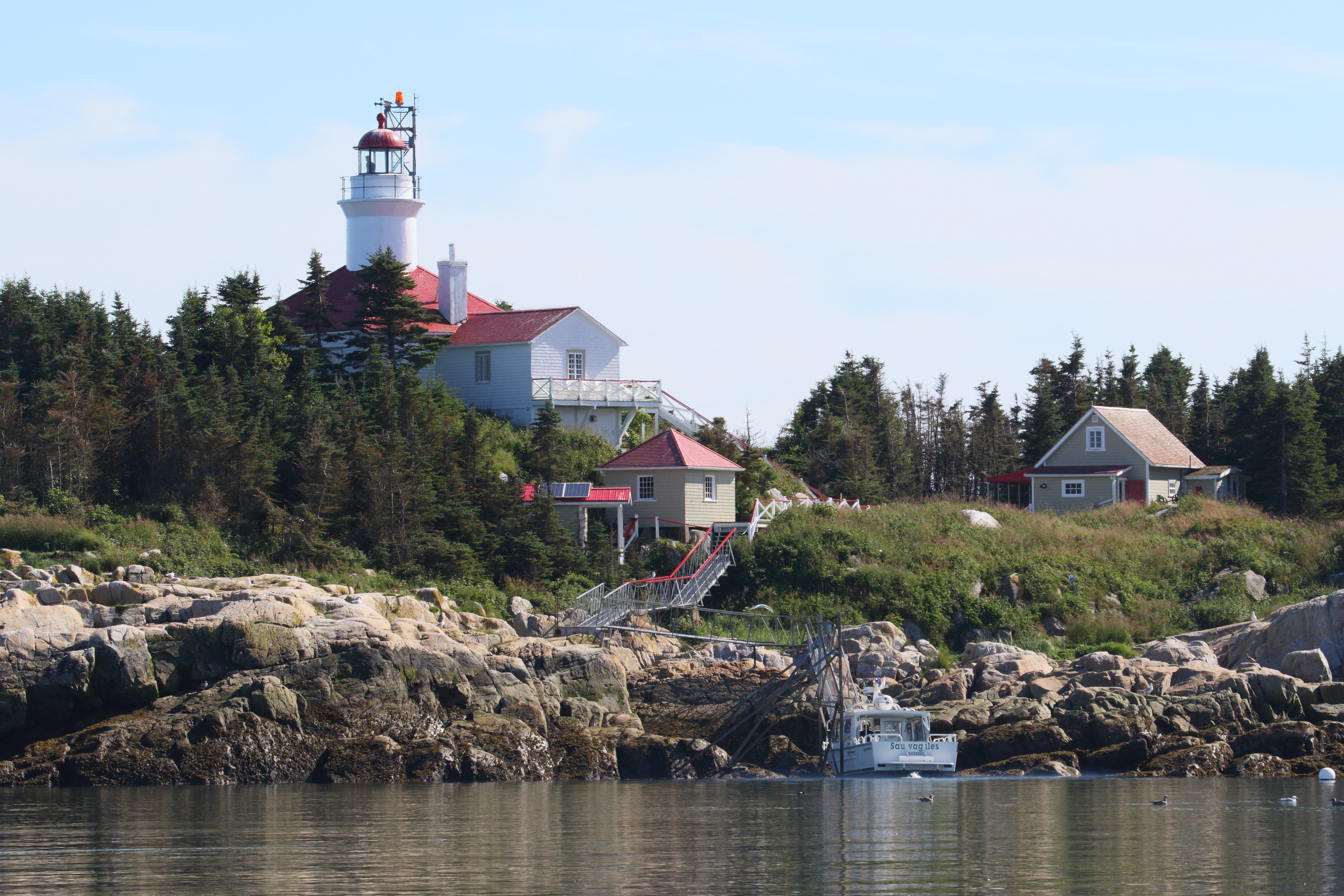
Le Phare de l'Île-du-Pot-à-l'Eau-de-Vie en 2016.

## Événements
- L'architecte français Charles Garnier construit l'Opéra de Paris (fin en 1875).

## Récompenses
- Royal Gold Medal : Robert Willis.
- Prix de Rome : François-Wilbrod Chabrol.

## Naissances
- 7 février : Bernard Maybeck († 3 octobre 1957).
- 19 février : Lev Kekushev (date de la mort inconnue, 1916 ou 1919 ?).
- 28 mai : Theodor Fischer († 25 décembre 1938).
- 9 juin : Herbert Baker († 4 février 1946).

## Décès
- 5 décembre : Auguste Caristie (° 6 décembre 1783).